# Peregrinator biannulipes
Peregrinator biannulipes är en insektsart som först beskrevs av Xavier Montrouzier och Victor Antoine Signoret 1861.  Peregrinator biannulipes ingår i släktet Peregrinator och familjen rovskinnbaggar. Inga underarter finns listade i Catalogue of Life.